# 米哈乌·布特凯维奇
米哈乌·布特凯维奇（波蘭語：Michał Butkiewicz，1942年8月18日—），波兰男子击剑运动员。他曾代表波兰参加1968年夏季奥林匹克运动会击剑比赛，获得男子团体重剑铜牌。